# Villa Industriales
La localidad de Villa de los Industriales, o simplemente Villa Industriales, se sitúa en la zona Oeste del Partido de Lanús, limitando con la populosa Villa Caraza, todo en el área metropolitana de Buenos Aires, Argentina. Sus límites son Avda. Diputado Pedrera, Avda. Intendente Quindimil, Avda. San Martín, Avda. Viamonte y Avda. B. Rivadavia hasta Avda. Dip. Pedrera.
Perteneciente todavía al Partido de Barracas al Sud (Avellaneda desde 1904) la Villa Industriales fue fundada el 12 de junio de 1888 por el pionero Enrique Fernández que, junto a su hermano Martín, instaló primero una grasería y sucesivamente una fábrica múltiple de algodón, una herrería mecánica y también Hornos de ladrillos. Una calle de la localidad lleva, justamente, el nombre de Enrique Fernández, quien además fue Intendente Municipal de Barracas al Sud entre el 1.º de enero y el 17 de noviembre de 1890.

## El Barrio
La fisionomía típica del barrio es de casas bajas en su mayor parte, aunque en los últimos años se han construido algunas torres de hasta 8 pisos, ubicadas mayoritariamente sobre le avenida San Martín, principal arteria del barrio. 
Cuenta con una zona comercial muy concentrada en la calle Coronel Francisco de Elia, con comercios de todo tipo, mercados, viveros, casas de muebles, electrodomésticos, tiendas de ropa y accesorios, una sucursal del banco Galicia, la comisaría N° 7, y una incipiente oferta gastronómica.
Villa Industriales cuenta también con 3 plazas, la principal es la plaza San Martín, ubicada en las intersecciones de las calles Enrique Fernández, Balcarce, Santiago Plaul y Manuel Ocampo, las otras 2, tipo plazoletas son la Plaza Mario Bravo, ubicada en la intersección de las calles Mendoza, Int. Quindimil y La Rioja, y la última, Plaza Almirante Soler, en el límite con Valentín Alsina; También tiene en sus cercanías el Parque General San Martín, un gran área verde, que cuenta con una pista de atletismo y distintas canchas para practicar deporte. 
Otros de los hitos del barrio es el club social y deportivo Olimpo, ubicado en la calle Santiago Plaul, y la Parroquia Santa Faz, ubicada sobre la calle Enrique Fernández. 

## Transporte Público
Villa Industriales se encuentra en las cercanías del centro de Lanús, como así también del centro de Valentín Alsina, por lo cual, es de fácil acceso y es atravesado por varias líneas de colectivo, estas son: 20 32 75 119 160 164 179 247 520

## Educación
En este barrio se encuentran la escuela pública N°54 "Islas Malvinas", ubicada en la calle Santiago Plaul al 1800 y la escuela Privada "Santa Faz", ubicada sobre la calle Enrique Fernández al 1900.